# Емелек
«Емеле́к» (ісп. Emelec) — еквадорський футбольний клуб з Гуаякіля. Заснований 28 квітня 1929 року.

## Досягнення
- Чемпіон Еквадору (14): 1957, 1961, 1965, 1972, 1979, 1988, 1993, 1994, 2001, 2002, 2013, 2014, 2015, 2017